# IGCC
IGCC (ang. integrated gasification combined cycle) – technologia bloku gazowo-parowego ze zintegrowanym zgazowaniem paliwa lub też kompleks zgazowania pozostałości rafineryjnych - jest to technologia umożliwiająca budowanie elektrowni, o znacznie większej sprawności - 45-55%, w porównaniu do konwencjonalnych elektrowni węglowych, dla których sprawność wynosi do 44%. Dodatkowo, elektrownie IGCC są o wiele bardziej ekologiczne - zużycie wody ok. połowy w porównaniu do konwencjonalnych technologii, emisja NOX, dwutlenku siarki i dwutlenku węgla spełnia wszelkie normy UE, a stosunek związania węgla sięga nawet 99,7%.

Schemat blokowy elektrowni typu IGCC, wykorzystującej HRSG (TPD - ton na dobę, psig - jednostka ciśnienia)

## Opis procesu IGCC
Stany Zjednoczone, Chiny, Rosja, Australia, Niemcy oraz Polska dysponują największymi na świecie zasobami węgla kamiennego wysokiej jakości. Przy obecnym zużyciu wystarczą one na co najmniej 250 lat. Węgiel stanowi podstawę energetyki USA: 52% energii elektrycznej wytwarza się z tego właśnie paliwa. Obrońcy środowiska sprzeciwiają się tak znacznemu wykorzystaniu tego "brudnego", jak się powszechnie uważa, surowca energetycznego. Jednak doskonalenie technologii utylizacji węgla umożliwia coraz czystsze jego spalanie z malejącą emisją tlenków siarki, azotu, dwutlenku węgla, metali ciężkich i innych zanieczyszczeń.
Cały proces IGCC składa się z czterech oddzielnych podprocesów:
- separacja tlenu i azotu z powietrza w tlenowni
- zgazowanie paliwa (z udziałem powietrza lub tlenu przy mocy powyżej 100 MW)
- oczyszczanie gazu syntezowego
- spalanie gazu syntezowego w turbinie gazowej

Do produkcji użytecznej energii cały zespół wykorzystuje kilka rodzajów przemian termodynamicznych.
Elektrownia tego typu jako źródła energii używa wysokokalorycznego syngazu (mieszanka ~50% CO, ~25% H2, reszta CO2, H2O, CH4), który jest produkowany w reaktorze gazyfikacji. Po oczyszczeniu gaz ten kieruje się do spalania w turbinie gazowej. Część entalpii spalin wylotowych z turbiny zostaje zużyta do wytwarzania pary w kotle utylizacyjnym. Następnie para napędza turbinę parową z generatorem.
Blok realizujący technologię IGCC (zobacz rysunek) ma zatem podobną strukturę do szeroko rozpowszechnionych na świecie, typowych bloków gazowo-parowych na bazie gazu ziemnego, który jest zawsze paliwem zapasowym dla instalacji IGCC. Zasadnicza różnica tkwi jedynie w występowaniu rozbudowanego układu wytwarzania gazu syntezowego z paliwa stałego oraz zintegrowaniu go (poprzez wymianę ciepła) z turbinami gazowo-parowymi i tlenownią. Oprócz węgla w wielu instalacjach używa się do zgazowania koks ponaftowy i inne produkty petrochemiczne. W małych instalacjach stosuje się też biomasę lub odpady komunalne. Dla poprawy opłacalności tego procesu z syngazu przed podaniem do turbiny wydziela się wodór i siarkę. Pierwiastki te wykorzystuje się następnie do produkcji poszukiwanych związków chemicznych (m.in. nawozy sztuczne, amoniak czy metanol). Chociaż usunięcie wodoru i siarki ze strumienia syngazu obniża jego wartość opałową, jednak zysk ze sprzedaży wspomnianych produktów ubocznych z nawiązką rekompensuje stratę wytwarzanej energii. Ze względu na ochronę środowiska oraz ochronę turbiny gazowej przed korozją i erozją usuwa się z syngazu przed spaleniem w turbinie: siarkę, pyły (w postaci granulatu, z uwagi na wysoką temperaturę procesu i topienie pyłu), chlorki oraz rtęć.
Wydzielony z powietrza tlen jest zużywany do procesu zgazowania, natomiast azot (nie zawsze produkowany) zostaje zmieszany z syngazem u wlotu do komory spalania. Dzięki temu wzrasta przepływ masy czynnika przez turbinę gazową, co podnosi jej moc wyjściową. Ponadto obecność azotu w spalanym gazie przyczynia się do redukcji emisji jego tlenków i może zmniejszyć potrzebę wtrysku wody lub pary. Niewielkie ilości azotu mogą być stosowane do chłodzenia turbiny gazowej. Często tlenownia nie produkuje azotu a wtedy alternatywnie używa się pary wodnej do zwiększenia przepływu masowego w turbinie gazowej. Podczas separacji tlenu i azotu konieczne jest włożenie energii na sprężanie powietrza - operacja taka pochłania do 25% mocy brutto generowanej przez turbiny. Procedura dodawania azotu lub pary wodnej podnosi uzyskiwaną moc w typowej turbinie o około 20% w stosunku do pracy tej samej turbiny zasilanej gazem ziemnym.
Wytwarzanie syngazu, będącego mieszaniną wodoru i tlenku węgla, zachodzi w ciśnieniowym reaktorze, w którym węgiel w obecności tlenu wchodzi w reakcję z parą wodną (ciśnienie 20-50 bar, temperatura 1000-1500 K). Po opuszczeniu reaktora syngaz zostaje poddany oczyszczaniu, umożliwiającemu wydzielenie pozostałości popiołów lotnych i innych cząstek stałych, związków siarki, amoniaku, metali ciężkich a nawet dwutlenku węgla (tzw. sekwestracja CO2). W rezultacie zanieczyszczenia zostają usunięte przed spalaniem gazu w turbinie, a nie - jak w tradycyjnych technologiach energetycznych - z produktów spalania. Dzięki wysokiemu ciśnieniu gazu syntezowanego przed spaleniem rozwiązanie problemu eliminacji zanieczyszczeń w IGCC jest zarówno tańsze, jak i skuteczniejsze od stosowanego w elektrowniach węglowych (tzn. kondensacyjnych parowych).

## Modyfikacje technologiczne
Zespół HRSG (ang. heat recovery steam generator) może być wyposażony w dodatkowe palenisko w celu zwiększenia temperatury generowanej pary. Bez dodatkowego paleniska ogólna sprawność elektrowni jest nieznacznie wyższa, jednak palenisko takie pozwala na znacznie lepszą regulację mocy elektrowni w celu dostosowania do bieżącego obciążenia sieci. Ma to duże znaczenie dla zapasu stabilności sieci energetycznej, co może być czynnikiem przeważającym ku stosowanie tego rozwiązania (pomimo niższej sprawności).
"Dopalanie" jest możliwe, ponieważ gazy wydechowe turbiny zawierają dość znaczne ilości niezwiązanego tlenu. Z uwagi na ograniczenie temperatury gazu na wejściu do turbiny, używana mieszanka zawiera nieznaczny nadmiar powietrza (powyżej optymalnego stosunku). Często turbina jest tak zaprojektowana, że część sprężonego powietrza nie trafia do komory spalania lecz jest używana do chłodzenia łopatek turbiny oraz zasilania tlenowni. Rozwiązanie takie jest co prawda optymalne z termodynamicznego punktu widzenia, niestety utrudnia rozruch instalacji IGCC i jej regulację.

## Historia rozwoju i opis technologii
Proces zgazowania węgla nie jest nową technologią. Już w 1792 r. szkocki inżynier William Murdock stwierdził, że przy podgrzewaniu węgla (kamiennego) w zamkniętym naczyniu bez dostępu powietrza następuje jego zamiana na koks z wydzieleniem palnych gazów. Z czasem odkrycie to znalazło szerokie zastosowanie w praktyce. Od początku XIX wieku do połowy XX stulecia gaz wytwarzany z węgla i koksu był w Stanach Zjednoczonych jedynym rodzajem gazu dostępnym dla odbiorców zarówno przemysłowych, jak i komunalnych (tzw. gaz miejski).
Jednak jeszcze do niedawna nie wykorzystywano tego procesu chemicznego do produkcji energii elektrycznej na dużą skalę. Z końcem XX wieku na świecie działało zaledwie 10 elektrowni opartych na zgazowaniu paliw organicznych, przy czym miały one charakter głównie pilotażowo-demonstracyjny.
Z pomocą finansową Departamentu Energetyki w kilku amerykańskich elektrowniach przeprowadzono testowanie nowej technologii wykorzystania węgla. Pierwszą doświadczalną instalację zgazowania węgla na skalę przemysłową uruchomiono w elektrowni w Polk na bloku 250 MW już w 1996 r. W trakcie pięcioletniego okresu eksploatacji tego pilotowego układu gazowo-parowego osiągnięto założone cele. Reaktor zgazowania węgla przepracował łącznie ponad 29 000 godzin przerabiając przeciętnie 2300 ton węgla dziennie, co pozwoliło na wyprodukowanie 8,6 mln MWh energii elektrycznej.
Dyspozycyjność bloku zawierała się w poszczególnych latach w przedziale 86-94%. Niższa z tych wartości była wywołana koniecznością dłuższego odstawienia reaktora do wymiany wykładziny ognioodpornej. W celu wydłużenia jej trwałości obniżono temperaturę zgazowania, co jednak spowodowało spadek sprawności procesu konwersji. W omawianej elektrowni, jak i w innych czynnych instalacjach tego typu w USA, uzyskano sprawność cieplną bloku na poziomie 42-44%, co przekracza o blisko 10% sprawność najnowszych konwencjonalnych bloków węglowych z kotłami pyłowymi i odsiarczaniem spalin. Koszt jednostkowy budowy bloku IGCC w elektrowni Polk wyniósł 1650 $/kW; w przyszłości powinien on ulec zmniejszeniu do konkurencyjnej dla innych technologii wartości 900-1250 $/kW.

## Przyszłość technologii IGCC
Obecnie na świecie pracuje lub jest testowanych kilkadziesiąt elektrowni tego typu. Głównym czynnikiem zaporowym jest stosunkowo wysoki koszt budowy - powyżej $1400 na każdy kW. Niemniej jednak, w chwili obecnej technologia ta pozwala na wykorzystanie energii węgla do produkcji energii elektrycznej z nieporównywalnie większą sprawnością energetyczną.
Specjaliści wiążą duże nadzieje z dalszym rozwojem technologii zgazowania węgla w energetyce. Szacuje się, że już za kilka lat bloki te osiągną sprawność 52%, skuteczność odsiarczania 99%, odazotowania spalin 90%, usuwanie CO2 95%. To ostatnie jest o tyle ważne w Europie, że produkcja energii elektrycznej jest obciążana od 2005 roku opłatami za emisję dwutlenku węgla, dlatego też upatruje się IGCC obok elektrowni nuklearnych jako jedynej technologii na dużą skalę mogące zaspokoić potrzeby energetyczne Europy przez następne 30-50 lat. Już obecnie jednostkowy koszt produkcji energii w tej technologii jest o 25% niższy niż w nowoczesnych blokach z kotłami pyłowymi (z uwagi na niższe zapotrzebowanie na węgiel oraz opłaty ekologiczne). Aczkolwiek wyższe nakłady inwestycyjne powodują, że cena energii elektrycznej u odbiorcy końcowego jest na tym samym poziomie lub niewiele niższym niż w elektrowniach gazowych. W Stanach Zjednoczonych badania nad wykorzystaniem zgazowania paliw w energetyce wielkich mocy są objęte Programem Technologii Czystego Węgla (Clean Coal Technology Program, CCT) realizowanym przez Departament Energii. Dobiega końca testowanie ostatnich z 38 projektów objętych tym programem. Ich realizacja kosztem ok. 5,1 mld dolarów przyniosła szereg konkretnych rozwiązań, których wdrażanie zapewnia amerykańskiej energetyce bardziej ekonomiczne i czyste wykorzystanie podstawowego paliwa w tym kraju.
Z początkiem 2005 r. w Lake Charles została oddana do ruchu elektrownia o łącznej mocy 670 MW składająca się z trzech bloków IGGC w oparciu o zgazowanie koksu ponaftowego. Każda z jednostek wytwórczych obejmuje turbinę gazową typu GE 7FA, parowy kocioł odzyskownicowy i zasilaną przezeń turbinę parową. Oprócz syngazu bloki te mogą zużywać gaz pochodzący z rafinerii i dodatkowo – w miarę potrzeby – gaz ziemny.
Kolejnym z podobnych przedsięwzięć sponsorowanych przez Departament Energetyki jest budowany zakład w Trapp, Kentucky. Cztery bloki tej elektrowni o całkowitej mocy 580 MW będą wykorzystywać zgazowanie wysokozasiarczonego węgla z pobliskich kopalń. Z czasem część tego paliwa zostanie zastąpiona przez odpady w postaci pelletów. Innowacją tego projektu jest zintegrowanie z technologią IGCC baterii ogniw paliwowych zasilanych strumieniem gazu syntezowego. Do anody ogniw węglanowych (typu MCFC) o mocy znamionowej 2 MW będzie doprowadzany oczyszczony syngaz i para wodna, do katody zaś powietrze o zwiększonej zawartości dwutlenku węgla.